# Pectinia
Pectinia es un género de corales que pertenece a la familia Merulinidae, dentro del grupo de los corales duros, orden Scleractinia.
Son corales hermatípicos, constructores de arrecifes en aguas tropicales del océano Indo-Pacífico, desde la costa este africana hasta las islas del Pacífico central.

## Taxonomía
La organización taxonómica de las especies, géneros, familias y órdenes de la clase Anthozoa, viene siendo, desde el siglo XIX, materia apasionante para los científicos. Dados los avances científicos, que posibilitan, tanto la exploración y recolección de especies, como los análisis filogenéticos moleculares, o las imágenes proporcionadas por el microscopio electrónico de barrido, asistimos a una permanente reclasificación de los clados taxonómicos. Debido a ello, el género Pectinia ha estado enmarcado hasta hace muy poco tiempo en la familia Pectiniidae, siendo reclasificado por el Registro Mundial de Especies Marinas, sobre la base de recientes estudios, que lo asignan a la familia Merulinidae. No obstante, tanto el Sistema Integrado de Información Taxonómica (ITIS), como la Lista Roja de Especies Amenazadas de la UICN, mantienen, hasta el momento, a Pectinia en Pectiniidae.

## Especies
El Registro Mundial de Especies Marinas reconoce las siguientes especies en el género, siendo valoradas por la Lista Roja de Especies Amenazadas de la UICN:
| - Pectinia africana Veron, 2000 Estado: Vulnerable A4c - Pectinia alcicornis (Saville-Kent, 1871) Estado: Vulnerable A4c - Pectinia crassa Ditlev, 2003 Estado: Datos deficientes - Pectinia elongata (Rehberg, 1892) Estado: Casi amenazada - Pectinia lactuca (Pallas, 1766) Estado: Vulnerable A4cd - Pectinia maxima (Moll & Best, 1984) Estado: Amenazada A4cd - Pectinia paeonia (Dana, 1846) Estado: Casi amenazada - Pectinia pygmaea Veron, 2000 Estado: Casi amenazada - Pectinia teres Nemenzo & Montecillo, 1981 Estado: Casi amenazada | - Pectinia diversa Nemenzo & Montecillo, 1981 (nomen dubium) - Pectinia pectinata Oken, 1815 (nomen dubium) - Pectinia plicata Nemenzo, 1959 (nomen dubium) - Pectinia profunda (Dana, 1846) (nomen dubium) |

Especies renombradas por sinonimia:
- Pectinia africanus Veron, 2000 aceptada como Pectinia africana Veron, 2000
- Pectinia ayleni Wells, 1934 aceptada como Physophyllia ayleni (Wells, 1934)
- Pectinia jardinei Saville Kent, 1893 aceptada como Catalaphyllia jardinei (Saville-Kent, 1893)
- Pectinia pygmaeus Veron, 2000 aceptada como Pectinia pygmaea Veron, 2000

## Galería

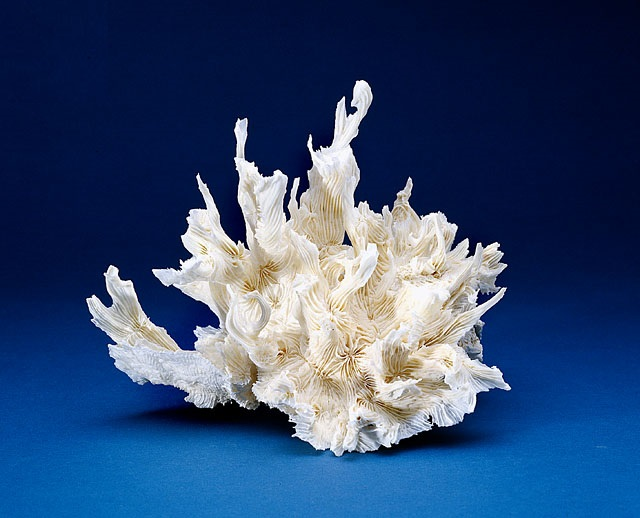
Esqueleto colonial de P. alcicornis
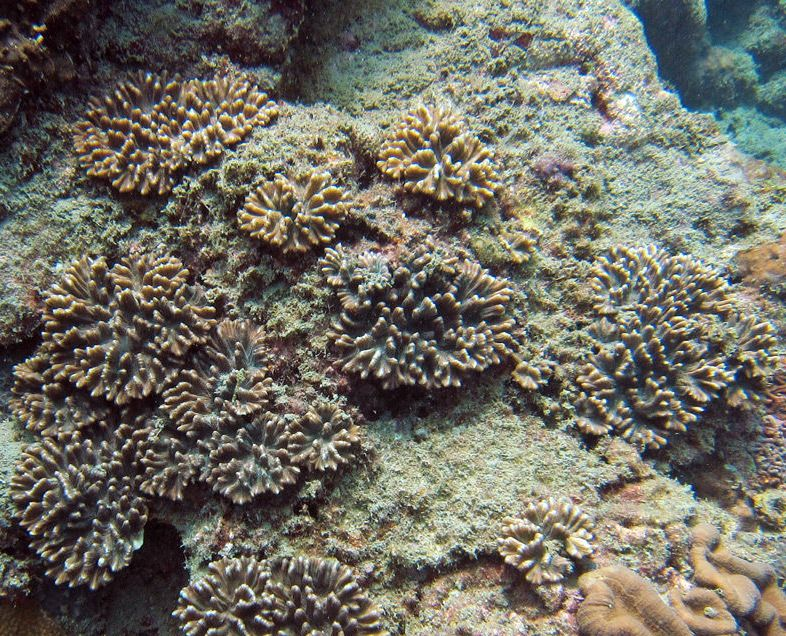
Colonias de P. lactuca en Koh Phangan, Tailandia
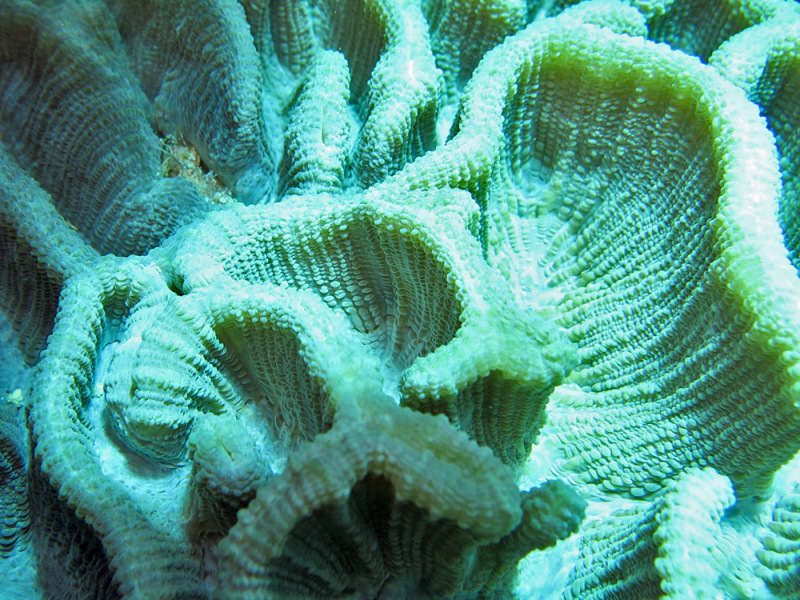
Detalle de coralitos de P. lactuca
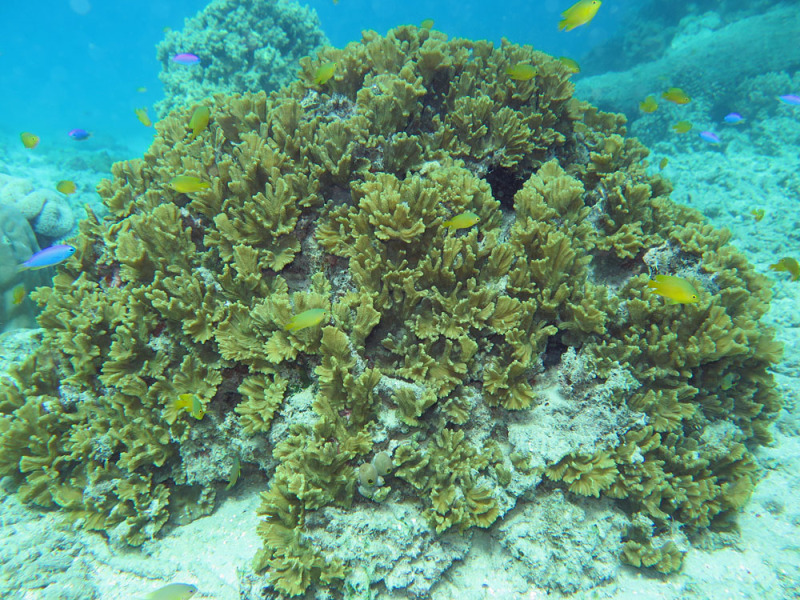
Grupo de colonias de P. paeonia, de 1 m de diámetro, en isla Lizard, Australia
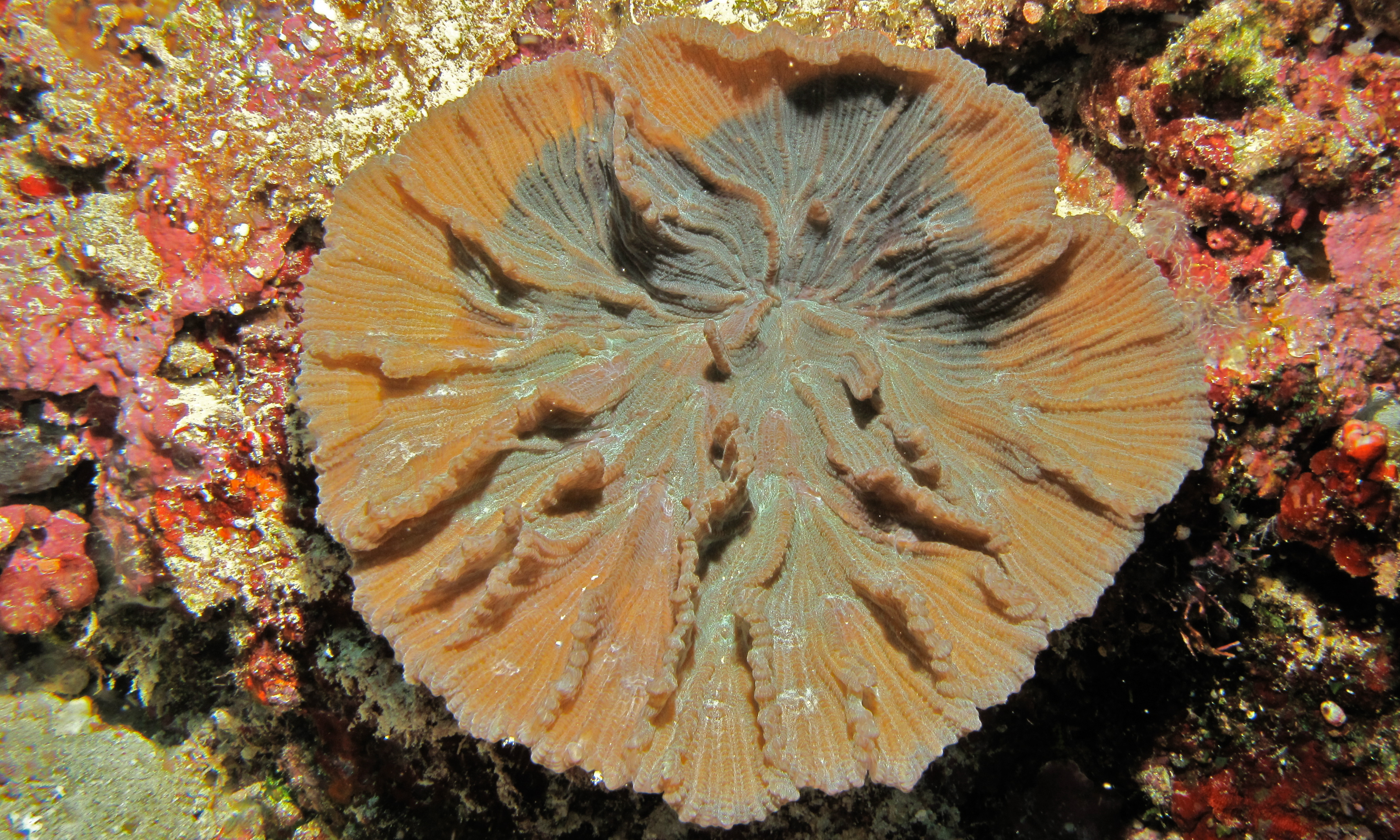
Pólipo individual de P. paeonia
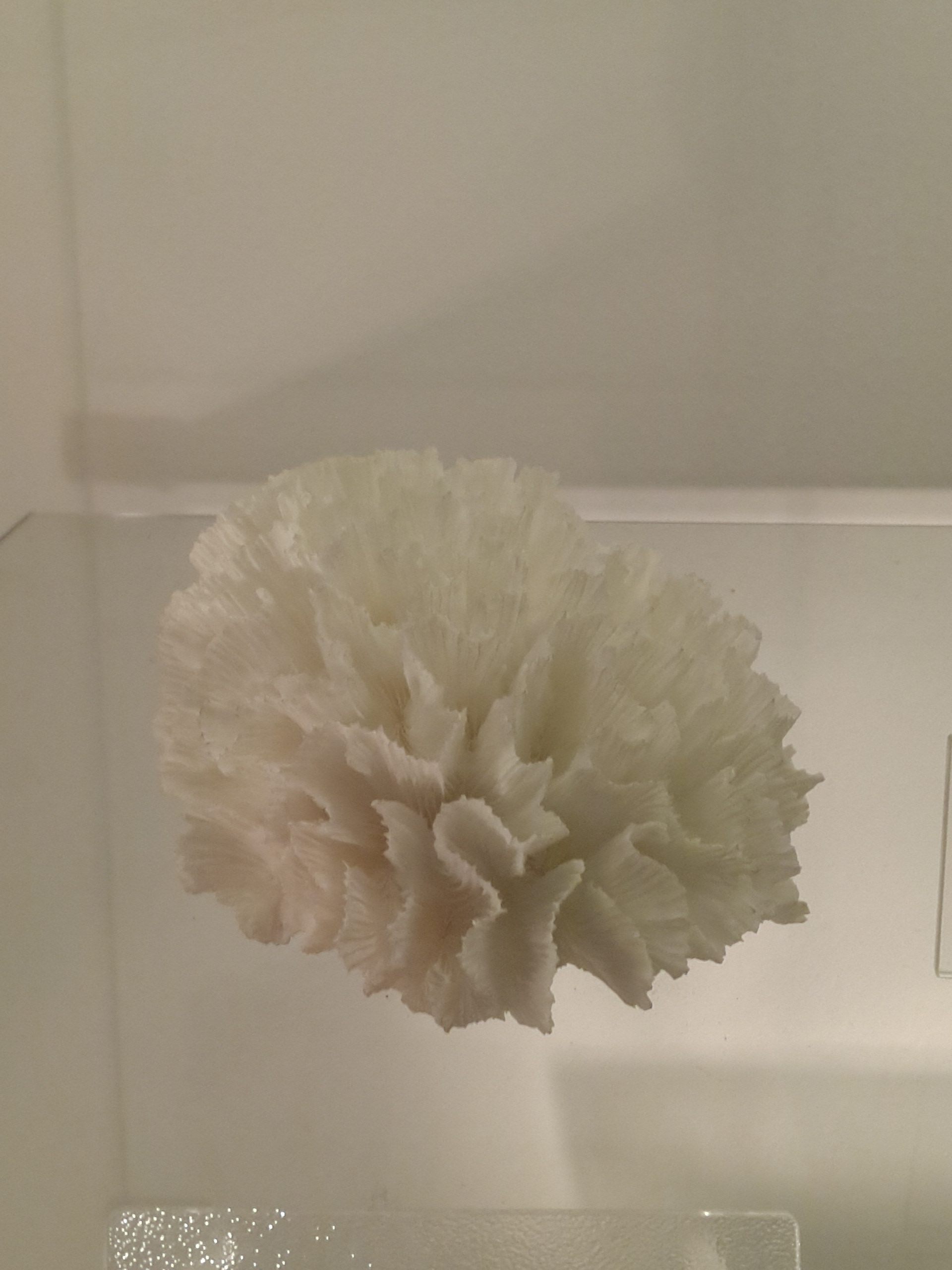
Esqueleto colonial de Pectinia sp. en el Museo de Historia Natural de Londres

## Morfología
Los corales Pectinia forman colonias que pueden ser submasivas, ramificadas, incrustantes, o laminares, o de frondes bifaciales, dispuestos en niveles, que pueden tener los márgenes ondulados.
Los coralitos son polimórficos y orgánicamente unidos. Sus cálices son medianos, entre 4 y 15 mm de diámetro. Los coralitos hijos se forman por división intracalicular. Los septos (24-36) se disponen en tres ciclos. La altura de los dientes de los septos es entre 0.3 y 0.6 mm. Los septos están espaciados, habiendo menos de 6 cada 5 mm. Tienen columnela trabecular y esponjosa, y lóbulos paliformes. El coenesteum, o parte común del esqueleto colonial, es extensivo, formando proyecciones mayores o iguales al diámetro del coralito.
Los pólipos se extienden sólo durante la noche, y tienen un círculo simple de tentáculos para atrapar presas del plancton.
La gama de colores abarca el marrón, amarillento, verde o gris. Algunas especies alcanzan un tamaño de más de 1 m de extensión, aunque lo habitual son colonias de 20 a 30 cm.

## Hábitat y distribución
Viven en arrecifes de coral localizados en aguas tropicales, en zonas cercanas a las costas. Ocurren en la mayoría de hábitats de los arrecifes, excepto en aguas con fuertes corrientes. Habitan con frecuencia aguas turbias. Suelen ocurrir entre 2 y 25 m de profundidad, aunque se reportan localizaciones entre 0,5 y 53 m, y en un rango de temperatura de 23.98 y 28.62 °C.
Se distribuyen ampliamente en el océano Indo-Pacífico, desde las costas orientales de África, hasta las islas del Pacífico central, incluyendo todo el Indo-Pacífico tropical, hasta las costas de Australia al sur, y Filipinas y Japón al norte.

## Alimentación
Contienen algas simbióticas; mutualistas (ambos organismos  se benefician de la relación) llamadas zooxantelas. Las algas realizan la fotosíntesis produciendo oxígeno y azúcares, que son aprovechados por los pólipos, y se alimentan de los catabolitos del coral (especialmente fósforo y nitrógeno). Esto les proporciona entre el 70 y el 95% de sus necesidades alimenticias. El resto lo obtienen atrapando plancton y materia orgánica disuelta en el agua.

## Reproducción
Se reproducen asexualmente mediante gemación, y sexualmente, lanzando al exterior sus células sexuales. En este tipo de reproducción, la mayoría de los corales liberan óvulos y espermatozoides al agua, siendo por tanto la fecundación externa. Los huevos una vez en el exterior, permanecen a la deriva arrastrados por las corrientes varios días, más tarde se forma una larva plánula que, tras deambular por la columna de agua, cae al fondo, se adhiere a él y comienza su vida sésil, secretando carbonato cálcico para conformar un esqueleto o coralito. Posteriormente, los pólipos se reproducen por gemación intracalicular, dando origen a la colonia.